# Sphärensatz (Topologie)
In der Topologie, einem Teilgebiet der Mathematik, ist der Sphärensatz ein grundlegender Lehrsatz aus der Theorie 3-dimensionaler Mannigfaltigkeiten. Er wurde 1957 von Christos Papakyriakopoulos bewiesen.
Ebenso wie der unter dem Namen Dehns Lemma bekannte Schleifensatz stellt er einen Zusammenhang zwischen der (in algebraischen Begriffen formulierbaren) Homotopietheorie und der geometrischen Topologie von 3-Mannigfaltigkeiten her; beide Sätze bilden die Grundlage für große Teile der Theorie der 3-Mannigfaltigkeiten.

## Sphärensatz
Wenn {\displaystyle M} eine orientierbare 3-Mannigfaltigkeit mit
{\displaystyle \pi _{2}(M)\not =0}
ist, dann gibt es eine Einbettung
{\displaystyle f\colon S^{2}\rightarrow M}
mit
{\displaystyle \left[f\right]\not =0\in \pi _{2}(M)},
wobei {\displaystyle S^{2}} die 2-Sphäre und {\displaystyle \pi _{2}(M)} die zweite Homotopiegruppe von {\displaystyle M} ist. Allgemeiner, wenn eine echte Untergruppe {\displaystyle N\subset \pi _{2}(M)} invariant unter der Wirkung von {\displaystyle \pi _{1}(M)} auf {\displaystyle \pi _{2}(M)} ist, dann gibt es eine Einbettung {\displaystyle f\colon S^{2}\rightarrow M} mit {\displaystyle \left[f\right]\not \in N}.

## Bedeutung
Die Bedeutung des Sphärensatzes liegt darin, dass er es erlaubt, homotopietheoretische Informationen „geometrisch“ (mittels eingebetteter Untermannigfaltigkeiten) umzusetzen. Elemente in {\displaystyle \pi _{2}(M)} werden per definitionem durch stetige Abbildungen {\displaystyle f\colon S^{2}\rightarrow M} repräsentiert; diese müssen aber im Allgemeinen keine Einbettungen sein. Der Sphärensatz besagt nun, dass es in orientierbaren 3-Mannigfaltigkeiten mit {\displaystyle \pi _{2}(M)\not =0} immer eingebettete Sphären gibt, die nichttriviale Elemente von {\displaystyle \pi _{2}(M)} repräsentieren. (Man beachte aber, dass sich auch unter den Bedingungen des Sphärensatzes nicht jedes Element von {\displaystyle \pi _{2}(M)\setminus \left\{0\right\}} durch eine eingebettete Sphäre repräsentieren lassen muss.)

## Anwendungen
Eine 3-Mannigfaltigkeit heißt irreduzibel, wenn in {\displaystyle M} jede eingebettete 2-Sphäre Rand eines eingebetteten 3-Balles ist. Irreduzible Mannigfaltigkeiten sind in der 3-dimensionalen Topologie von Bedeutung, weil sie (neben {\displaystyle S^{2}}-Bündeln über {\displaystyle S^{1}}) die „Primfaktoren“ in der Zerlegung von 3-Mannigfaltigkeiten darstellen, wie sie etwa in der Formulierung des Geometrisierungssatzes verwendet wird.
Aus dem Sphärensatz lässt sich folgern:
Eine orientierbare 3-Mannigfaltigkeit ist genau dann irreduzibel, wenn {\displaystyle \pi _{2}(M)=0} ist.
Als Konsequenz daraus ergibt sich, dass orientierbare, irreduzible 3-Mannigfaltigkeiten mit unendlicher Fundamentalgruppe immer asphärisch sein müssen.